# Loriculus
Loriculus sau papagalii agățători sunt un grup de papagali mici din sudul Asiei tropicale, din subfamilia Agapornithinae. Cu o lungime de aproximativ 13 cm, papagalii agățători au mai ales penajul verde și coada scurtă. Adesea, coloritul capului ajută la identificarea speciilor individuale. Sunt unici printre păsări pentru capacitatea lor de a dormi cu capul în jos.

## Taxonomie
Genul Loriculus a fost introdus în 1849 de zoologul englez Edward Blyth pentru papagalul agățător cu creștet albastru. Numele este un diminutiv al genului Lorius care a fost introdus de Nicholas Aylward Vigors pentru lori în 1825.
Sunt recunoscute cincisprezece specii:
- Loriculus amabilis
- Loriculus aurantiifrons
- Loriculus beryllinus
- Loriculus camiguinensis
- Loriculus catamene
- Loriculus exilis
- Loriculus flosculus
- Loriculus galgulus – papagal agățător cu creștet albastru
- Loriculus philippensis – papagal agățător filipinez
- Loriculus bonapartei – papagal agățător cu cioc negru
- Loriculus pusillus
- Loriculus sclateri
- Loriculus stigmatus
- Loriculus tener
- Loriculus vernalis

## Galerie

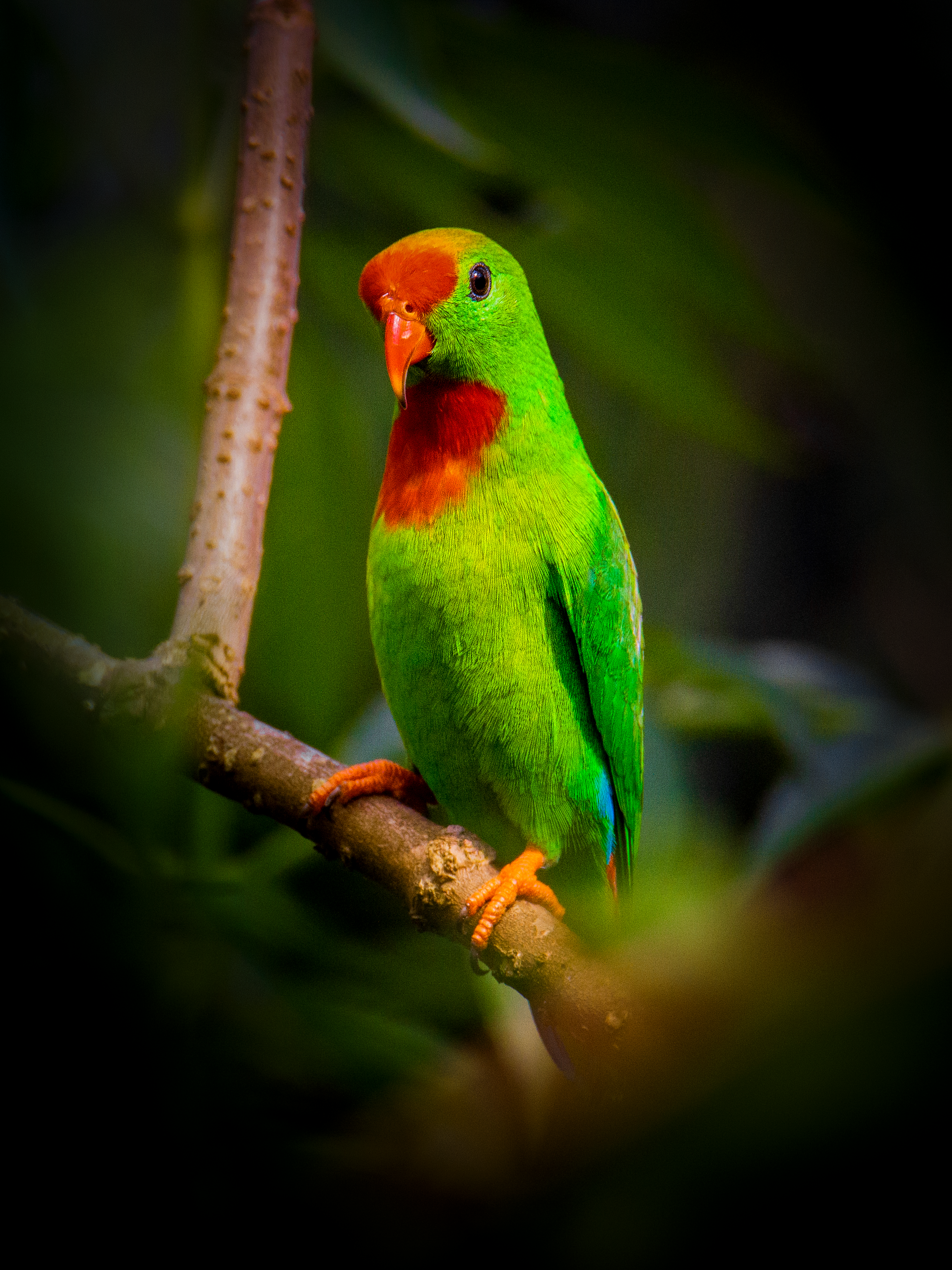
Papagal agățător filipinez
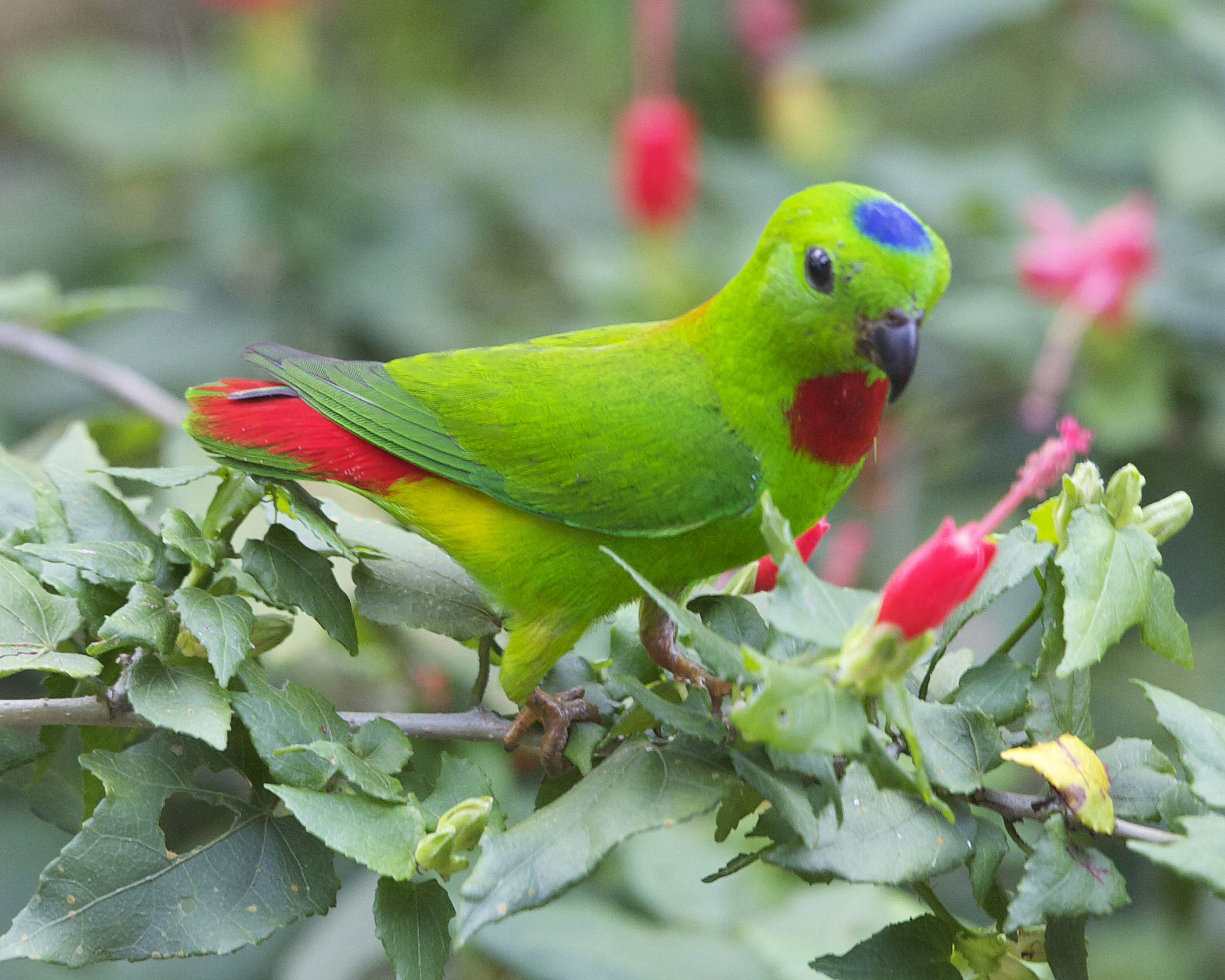
Papagal agățător cu creștet albastru
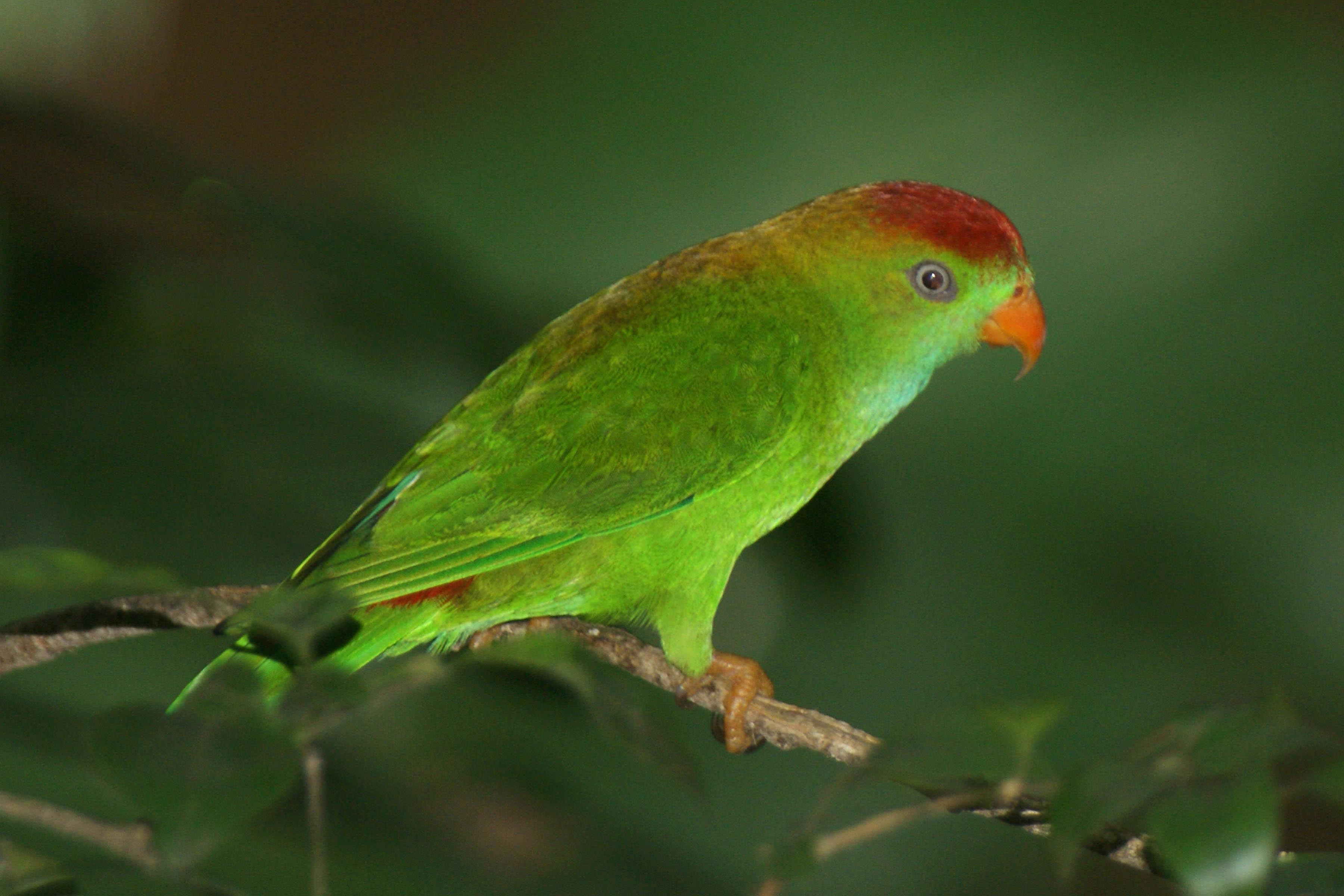
Loriculus beryllinus
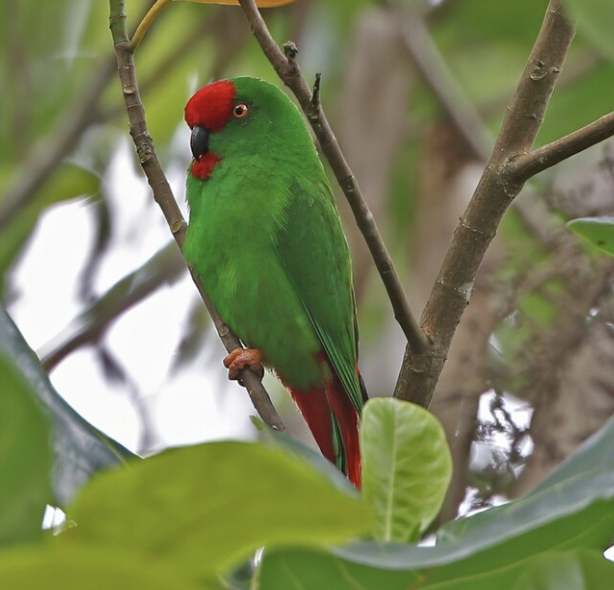
Loriculus catamene